# Michael Stuhlbarg
Michael Stuhlbarg (Long Beach, 1968. július 5. –) amerikai színész.
Legismertebb alakítása Larry Gopnik az Egy komoly ember című filmben. A Boardwalk Empire – Gengszterkorzó című sorozatban is szerepelt.

## Fiatalkora
Long Beachen született. A szülei Susan és Mort Stuhlbarg. Reformzsidóként nevelkedett. Azt mondta: "Ez inkább egy spirituális rezonancia, szemben a zsidósággal." A New York-i Juilliard Schoolban tanult, ahol tagja volt a Drama Division 21-es csoportjának (1988-1992). 1992-ben a Juilliardon Bachelor of Fine Arts diplomát szerzett. A Juilliardon 1992-ben diplomázott. A Los Angeles-i Kaliforniai Egyetemen tanult színészetet. A felesége Mai-Linh Lofgren.

## Pályafutása
1998-ban a Drágább a gyöngyöknél című brit–amerikai filmdrámában debütált, Renée Zellweger oldalán. 2001-ben Tim Blake Nelson A szürke zóna című háborús filmjében tűnt fel: egy magyar származású zsidó férfit alakított, aki a Sonderkommando tagja lesz. 2006–2007 között A színfalak mögött epizódjaiban kapott visszatérő szerepet. 2008-ban a Hazugságok hálója, 2009-ben az Egy komoly ember című filmekben szerepelt. Még ugyanebben az évben a Ki ez a lány? című vígjátéksorozatban vendégszereplőként volt látható.
2010–2013 között a Boardwalk Empire – Gengszterkorzó című bűnügyi sorozatban Arnold Rothstein gengsztert keltette életre. 2011-ben Martin Scorsese A leleményes Hugo című filmjében szerepelt. 2012-ben a Men in Black – Sötét zsaruk 3. című filmben egy Griffin nevű földönkívülit alakított. A 2010-es évek első felében még feltűnt a Blue Jasmine (2013), a Gyalogáldozat (2014) és a Steve Jobs című filmekben, utóbbiban Andy Hertzfeld szerepében. 2016-ban az Érkezés CIA-ügynökeként láthatták a nézők. Még ebben az évben a Doctor Strange című szuperhősfilmben is játszott.
2017-ben Sy Feltz szerepét osztották rá a Fargo című sorozatban, valamint a Szólíts a neveden című romantikus drámában is feltűnt.

## Filmográfia

### Film
| Év   | Magyar cím                               | Eredeti cím                                 | Szerep                  | Magyar hang    |
| ---- | ---------------------------------------- | ------------------------------------------- | ----------------------- | -------------- |
| 1998 | Drágább a gyöngyöknél                    | A Price Above Rubies                        | Hassid fiatalon         |                |
| 2001 | A szürke zóna                            | The Grey Zone                               | Cohen                   |                |
| 2008 |                                          | Afterschool                                 | Mr. Burke               |                |
| 2008 | Hazugságok hálója                        | Body of Lies                                | Ferris ügyvédje         |                |
| 2009 |                                          | Cold Souls                                  | Fedezeti alap tanácsadó |                |
| 2009 | Egy komoly ember                         | A Serious Man                               | Larry Gopnik            | Elek Ferenc    |
| 2011 | A leleményes Hugo                        | Hugo                                        | René Tabard             | Kardos Róbert  |
| 2012 | Men in Black – Sötét zsaruk 3.           | Men in Black 3                              | Griffin                 | Kerekes József |
| 2012 | A hét pszichopata és a si-cu             | Seven Psychopaths                           | Tommy                   | Potocsny Andor |
| 2012 | Lincoln                                  | Lincoln                                     | George H. Yeaman        | Rába Roland    |
| 2012 | Hitchcock                                | Hitchcock                                   | Lew Wasserman           | Rajkai Zoltán  |
| 2013 | Blue Jasmine                             | Blue Jasmine                                | Dr. Flicker             | Fesztbaum Béla |
| 2014 |                                          | Cut Bank                                    | Derby Milton            |                |
| 2014 | Gyalogáldozat                            | Pawn Sacrifice                              | Paul Marshall           | Háda János     |
| 2015 | Steve Jobs                               | Steve Jobs                                  | Andy Hertzfeld          | Elek Ferenc    |
| 2015 | Trumbo                                   | Trumbo                                      | Edward G. Robinson      | Rátóti Zoltán  |
| 2015 | Mindent Milesról                         | Miles Ahead                                 | Harper Hamilton         |                |
| 2016 | Érkezés                                  | Arrival                                     | Halpern ügynök          | Kerekes József |
| 2016 | Doctor Strange                           | Doctor Strange                              | Nicodemus West          | Czvetkó Sándor |
| 2016 | Miss Sloane                              | Miss Sloane                                 | Pat Connors             | Rajkai Zoltán  |
| 2017 | Szólíts a neveden                        | Call Me by Your Name                        | Samuel Perlman          | Mikó István    |
| 2017 | Szólíts a neveden                        | Call Me by Your Name                        | Samuel Perlman          | Csankó Zoltán  |
| 2017 | A víz érintése                           | The Shape of Water                          | Dr. Robert Hoffstetler  | Rába Roland    |
| 2017 | A Pentagon titkai                        | The Post                                    | Abe Rosenthal           | Hajdu Steve    |
| 2020 |                                          | Shirley                                     | Stanley Edgar Hyman     |                |
| 2020 |                                          | Salvatore: Shoemaker of Dreams              | narrátor                |                |
| 2021 | Beckett                                  | Beckett                                     | Robert “Bob” Hanson     |                |
| 2022 | Doctor Strange az őrület multiverzumában | Doctor Strange in the Multiverse of Madness | Nicodemus West          | Forgács Péter  |
| 2022 | Csontok meg minden                       | Bones and All                               | Jake                    | Fekete Ernő    |
| 2024 | A felbujtók                              | The Instigators                             | Mr. Besegai             |                |
| 2025 | Az amatőr                                | The Amateur                                 | Sean Schiller           | Kardos Róbert  |

### Televízió
| Év        | Magyar cím                        | Eredeti cím                   | Szerep                   | Megjegyzések                                                  |
| --------- | --------------------------------- | ----------------------------- | ------------------------ | ------------------------------------------------------------- |
| 1999      | Hunley – Harc a tenger alatt      | The Hunley                    | Wicks                    | tévéfilm                                                      |
| 2006      | Esküdt ellenségek: Bűnös szándék  | Law & Order: Criminal Intent  | Marcel Costas            | 1 epizód                                                      |
| 2006–2007 | A színfalak mögött                | Studio 60 on the Sunset Strip | Jerry                    | 2 epizód                                                      |
| 2006–2010 |                                   | The American Experience       | több szerep              | 4 epizód                                                      |
| 2007      | A hatalom hálójában               | Damages                       | Dr. Bernard Herschenfeld | 1 epizód                                                      |
| 2008      | Esküdt ellenségek                 | Law & Order                   | Timothy Pace             | 1 epizód                                                      |
| 2009      | Ki ez a lány?                     | Ugly Betty                    | Heinrich                 | 1 epizód                                                      |
| 2010–2013 | Boardwalk Empire – Gengszterkorzó | Boardwalk Empire              | Arnold Rothstein         | - főszereplő - magyar hangja: - Fekete Ernő                   |
| 2015–2016 | Nincs titok                       | Transparent                   | Chaim                    | 2 epizód                                                      |
| 2017      | Fargo                             | Fargo                         | Sy Feltz                 | - visszatérő szerep (9 epizód) - magyar hangja: - Elek Ferenc |
| 2018      |                                   | The Looming Tower             | Richard Clarke           | minisorozat (8 epizód)                                        |
| 2019      | Hitszegők                         | Traitors                      | Rowe                     | minisorozat (5 epizód)                                        |
| 2020–2021 |                                   | Your Honor                    | Jimmy Baxter             | főszereplő                                                    |
| 2021      | Dopesick                          | Dopesick                      | Richard Sackler          | minisorozat (8 epizód)                                        |
| 2022      | Az utolsó lépcsőfok               | The Staircase                 | David Rudolf             | - minisorozat (8 epizód) - magyar hangja: - Láng Balázs       |

## Fordítás
- Ez a szócikk részben vagy egészben  a   Michael Stuhlbarg című angol Wikipédia-szócikk ezen változatának fordításán alapul.  Az eredeti cikk szerkesztőit annak laptörténete sorolja fel. Ez a jelzés csupán a megfogalmazás eredetét és a szerzői jogokat jelzi, nem szolgál a cikkben szereplő információk forrásmegjelöléseként.